# Iwan

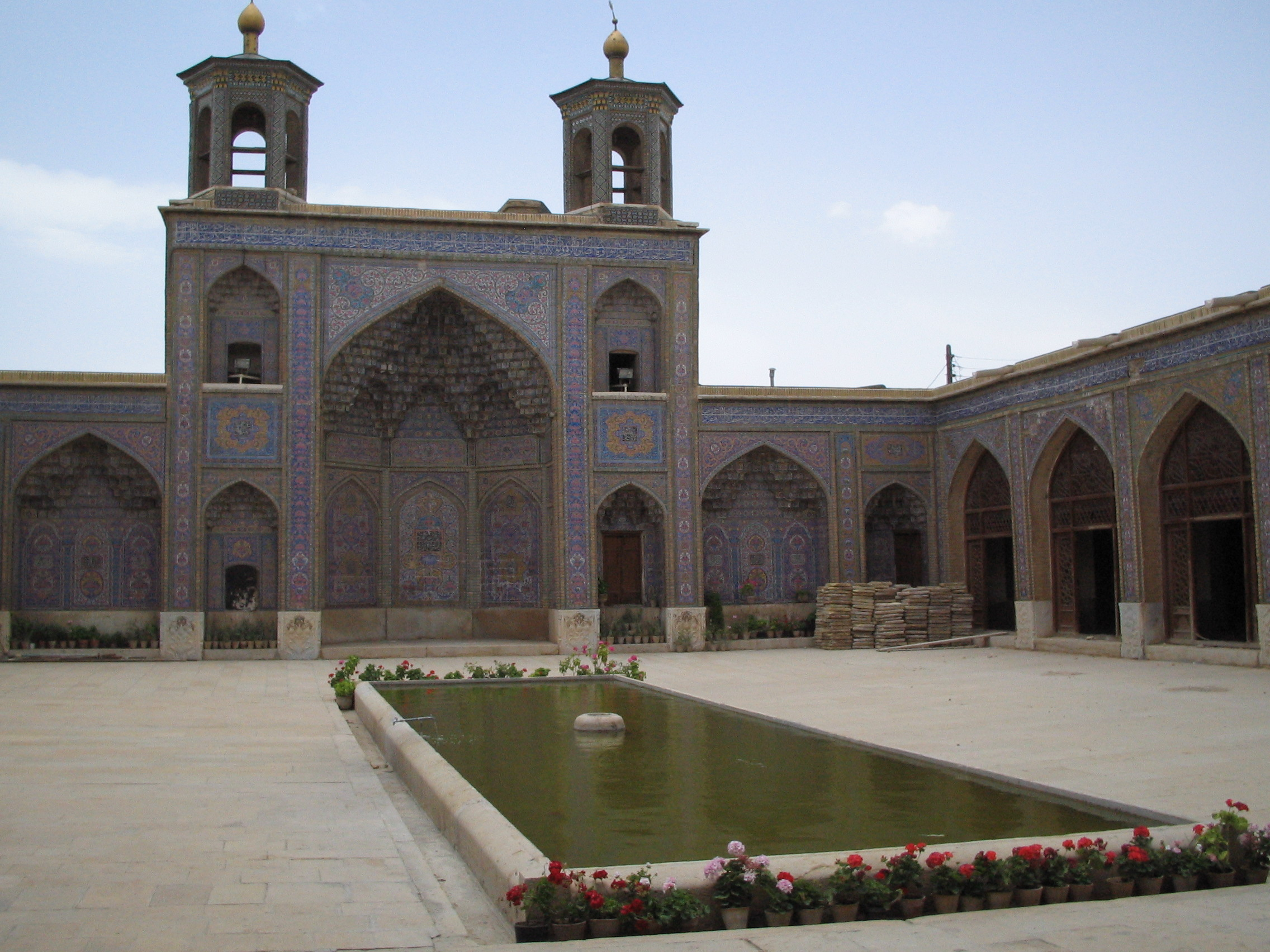
Iwan i en moské i Shiraz

Iwan kallas i iransk arkitektur en stor portal eller grund hall med spetsigt tunnvalv, till exempel i det persiska sasanidiska palatset i Ktesifon och många senare islamiska byggnader.